# Villa Dos Trece
Villa Dos Trece é um município da Argentina, localizada na província de Formosa.